# イミノ糖

単純なイミノ糖である1-デオキシノジリマイシンの構造

イミノ糖（イミノとう、英: Iminosugar）は、環中の酸素原子が窒素原子に置き換わった構造を持つ糖のアナログである。
イミノ糖は植物に含まれ、植物の持つ一部の医薬品効果の原因と考えられている。天然から初めて単離されたイミノ糖は、クワに含まれる1-デオキシノジリマイシン (DNJ) で、1976年に報告されたが、その後数年間は他にほとんど発見されなかった。
生化学的活性の面では、DNJや初期に発見されたイミノ糖の他の例である1,4-ジデオキシ-1,4-イミノ-D-アラビニトール (DAB) は、α-グルコシダーゼ阻害剤として作用し、抗糖尿病薬、抗ウイルス薬の性質を持つ。DNJから作られた2種類の誘導体が現在も用いられている。N-ヒドロキシエチル-DNJ（ミグリトール）は糖尿病、N-ブチル-DNJ（ミグルスタット）はゴーシェ病の治療に用いられている。1980年代には、マンノースアナログのスワインソニンやグルコースアナログのカスタノスペルミンで、抗癌活性や抗ウイルス活性が発見された。現在、植物や微生物中から200種類以上が報告されている。初期のものの生物学活性はグリコシダーゼ阻害作用に由来していたが、最近は、糖受容体や、ライソゾーム病や嚢胞性線維症等のシャペロン欠損酵素と関連するものが増えてきている。

## 構造と安定性
イミノ糖の環の窒素原子はヘミアミナール結合を持ち、通常の配糖体のヘミアセタールのように不安定である。イミノ糖の1-デオキシアナログはC-グリコシドであり、窒素原子はアミン結合の一部となる。これらのピペリジン、ピロリジンや似たような環は安定である。